# Асгейр Сигурвинссон
Асгейр Сигурвинссон (исл. Ásgeir Sigurvinsson; род. 8 мая 1955, Вестманнаэйяр, Сюдюрланд) — исландский футболист и футбольный тренер. Игрок сборной Исландии с 1972 по 1989 годы. Помимо Исландии, играл в Бельгии, а вторую половину своей карьеры провел в Германии.

## Клубная карьера
Асгейр начинал карьеру футболиста на родине. В 1973 году он переехал в бельгийский клуб «Стандард» из города Льеж. Исландский полузащитник оставался там в течение восьми сезонов, сыграл более 300 матчей в целом, и помог клубу в 1981 году завоевать Кубок Бельгии. Сразу после этого он был куплен немецкой «Баварией» из Мюнхена. Исландец пробыл в новом для себя клубе только один сезон, в основном выходил в поле на замену.
В 1982 году Асгейр перешёл другой клуб Бундеслиги, «Штутгарт», где играл важную роль вплоть до завершения карьеры в 35 лет. Во второй год он провёл самый результативный сезон в карьере на полях Германии, забив 12 голов, чем помог «Штутгарту» выиграть лигу после 32-летнего перерыва. Во время своего предпоследнего сезона полузащитник забил трижды в 28 матчах, а клуб занял пятое место в чемпионате. Также Асгейр отыграл в общей сложности 12 матчей (10 полных) за «Штутгарт» в Кубке УЕФА, где его клуб однажды дошёл до финала. Всего он сыграл 211 матчей в немецком чемпионате, забив 39 мячей, и более 500 матчей в целом как профессиональный футболист.

## Карьера в сборной
Асгейр дебютировал в сборной Исландии в 1972 году. В период до 1989 года он сыграл 45 матчей и забил пять голов за национальную сборную.
В ноябре 2003 года в честь 50-летия УЕФА исландская футбольная ассоциация выбрала Асгейра в качестве самого выдающегося исландского игрока за последние 50 лет.

## Тренерская карьера
После окончания карьеры футболиста в 1990 году Асгейр работал в «Штутгарте» ещё три года, как скаут. В период с апреля по ноябрь 1993 года он получил свой первый опыт как тренер, с исландским «Фрамом».. Также он работал в качестве технического директора Футбольной ассоциации Исландии в течение шести лет, а затем и тренером национальной сборной, начиная с 2003 года до конца 2005 года.